# La Mouche, Manche
La Mouche  là một xã thuộc tỉnh Manche trong vùng Normandie tây bắc nước Pháp. Xã này nằm ở khu vực có độ cao trung bình 130 mét trên mực nước biển.
Diện tích xã là 4,43 km2.